# Ромито Магра (Ла Специја)
Ромито Магра је насеље у Италији у округу Ла Специја, региону Лигурија.
Према процени из 2011. у насељу је живело 2558 становника. Насеље се налази на надморској висини од 10 м.